# Никифор (патріарх Константинопольський)
Никифор Константинопольський (? — 828, острів Проконіс) — християнський святий, константинопольський патріарх.

## Біографія
Святого Никифора, який був царгородським патріархом, у 815 році заслав на острів Проконіс імператор Лев V Вірменин, який боровся з вшануванням святих образів. Помер святий у 828 році і його мощі спочивали у монастирській церкві св. Теодора.
Через 19 років патріарх св. Методій, прибувши на острів, побачив мощі св. Никифора нетлінними. Святі мощі перенесли до царгородського храму св. Софії, а пізніше у 846 році — до церкви Святих Апостолів.

## Канонізація
Святий і в Католицизмі і Православ'ї. Пам'ять — 13 березня, перенесення мощей св. Никифора, патріарха Царгородського.

## Джерело
- Рубрика Покуття. Календар і життя святих.[недоступне посилання з липня 2019] (дозвіл отримано 9.01.2007)
- Никифор I Константинопольський // Велика українська енциклопедія. URL: https://vue.gov.ua/Никифор_I_Константинопольський